# 肯·詹姆斯
肯·詹姆斯（英語：Ken James，1945年1月19日—），澳大利亚男子篮球运动员。他曾随国家队参加了1972年夏季奥林匹克运动会男子篮球比赛，最终队伍获得第九名。